# Керр, Гарри (стрелок)
С. Гарри Керр (англ. S. Harry Kerr, 31 августа 1856 — 17 июня 1936) — канадский стрелок, призёр летних Олимпийских игр.
Керр принял участие в летних Олимпийских играх в Лондоне в двух дисциплинах. Он стал бронзовым призёром в стрельбе из армейской винтовки среди команд и разделил 6-е место в стрельбе из винтовки на 1000 ярдов.